# Textile 250 1964
Textile 250 1964 var ett stockcarlopp ingående i Nascar Grand National Series (nuvarande Nascar Cup Series) som kördes 10 november 1963 på den 0,5 mile (805 m) långa ovalbanan New Concord Speedway i Concord i North Carolina. Totalt avverkades 125 miles (201,168 km) fördelat på 250 varv. Banunderlaget var dirt. Loppet vanns av Ned Jarrett i en Ford på tiden 2:11.49 körande för Burton-Robinson. Jarrets snitthastighet uppgick till 56,897 mph. Prispotten uppgick till 6 010 dollar, varav 1 350 dollar gick till segraren. 

## Resultat
| Plc     | Nr | Förare          | Team/ bilägare        | Konstruktör | Start | Varv | Ledda varv |
| ------- | -- | --------------- | --------------------- | ----------- | ----- | ---- | ---------- |
| 1       | 11 | Ned Jarrett     | Burton-Robinson       | Ford        | 3     | 250  | 0          |
| 2       | 8  | Joe Weatherly   | Bud Moore Engineering | Pontiac     | 6     | 250  | 84         |
| 3       | 42 | Richard Petty   | Petty Enterprises     | Plymouth    | 4     | 248  | 0          |
| 4       | 5  | David Pearson   | Owens Racing          | Dodge       | 1     | 251  | 0          |
| 5       | 41 | Maurice Petty   | Petty Enterprises     | Plymouth    | 12    | 241  | 0          |
| 6       | 20 | Jack Anderson   | Jack Anderson         | Ford        | 16    | 233  | 0          |
| 7       | 16 | Larry Thomas    | Wade Younts           | Dodge       | 16    | 230  | 0          |
| 8       | 09 | Larry Manning   | Bob Adams             | Chevrolet   | 14    | 229  | 0          |
| 9       | 62 | Curtis Crider   | Curtis Crider         | Mercury     | 22    | 221  | 0          |
| 10      | 32 | Tiny Lund       | Dave Kent             | Ford        | 7     | 215  | 0          |
| 11      | 02 | Doug Cooper     | Bob Cooper            | Pontiac     | 20    | 213  | 0          |
| 12      | 87 | Buck Baker      | Buck Baker Racing     | Pontiac     | 21    | 205  | 0          |
| 13      | 9  | Roy Tyner       | Roy Tyner             | Chevrolet   | 23    | 194  | 0          |
| 14      | 83 | Worth McMillion | Worth McMillion       | Pontiac     | 17    | 194  | 0          |
| 15      | 6  | Billy Wade      | Owens Racing          | Dodge       | 8     | 185  | 0          |
| 16      | 23 | Bill Widenhouse | Leland Colvin         | Plymouth    | 15    | 154  | 0          |
| 17      | 34 | Wendell Scott   | Scott Racing          | Chevrolet   | 19    | 134  | 0          |
| 18      | 67 | Jimmy Pardue    | i.u.                  | Pontiac     | 13    | 111  | 0          |
| 19      | 3  | Junior Johnson  | Fox Racing            | Chevrolet   | 2     | 109  | 0          |
| 20      | 75 | G.C. Spencer    | Paul Clayton          | Pontiac     | 2     | 95   | 0          |
| 21      | 48 | Jack Smith      | Jack Smith            | Plymouth    | 5     | 57   | 0          |
| 22      | 14 | Darel Dieringer | Pete Stewart          | Ford        | 10    | 57   | 0          |
| 23      | 18 | Toy Bolton      | Toy Bolton            | Pontiac     | 24    | 48   | 0          |
| 24      | 86 | Neil Castles    | Buck Baker Racing     | Chrysler    | 25    | 27   | 0          |
| 25      | 68 | Ed Livingston   | Ed Livingston         | Ford        | 26    | 13   | 0          |
| 26      | 96 | Jimmy Massey    | Hubert Westmoreland   | Chevrolet   | 11    | 0    | 0          |
| Källor: |    |                 |                       |             |       |      |            |